# Sminthurides aureolus
Sminthurides aureolus är en urinsektsart som beskrevs av David J. Maynard 1951. Sminthurides aureolus ingår i släktet Sminthurides och familjen Sminthurididae. Inga underarter finns listade i Catalogue of Life.